# 马里奥·肯佩斯
马里奥·阿尔韦托·肯佩斯（Mario Alberto Kempes ，1954年7月15日—）是一位前阿根廷足球运动员。曾為阿根廷奪得1978年世界盃冠軍。
他的父亲也是一位足球运动员。在父亲的鼓励下，肯佩斯在年纪很小的时候就开始踢球了。7岁的时候，他加入了一支少年队。14岁的时候他加入了la cuarta de Talleres俱乐部。肯佩斯职业生涯最引人注目的事情是他为巴伦西亚效力的精彩表现，以及他在1978年阿根廷世界杯上的出色发挥。

## 足球生涯

### 俱乐部
肯佩斯在科尔多瓦体育学院俱乐部开始了他的职业生涯，不久之后他就加入了罗萨里奥中央队。在罗萨里奥中央队，肯佩斯在105场比赛中打进85个进球，从而确立了自己作为一个优秀射手的地位。作为一名以努力闻名于世的前鋒，肯佩斯并不是那种只会在禁区里等待机会的传统中鋒，他经常在禁区外射门得分。这样的进攻风格让后卫们很头疼，他们发现很难看住肯佩斯。1976年，肯佩斯转会至巴伦西亚队。在巴伦西亚效力的时候，肯佩斯赢得了“厄尔尼诺斗牛士”的美名。凭借在1976-77赛季的24个进球和1977-78赛季的28个进球，肯佩斯连续两个赛季成为了西甲联赛的最佳射手。

### 国家队
肯佩斯代表阿根廷队参加了1974年、1978年和1982年世界杯比赛。在1978年阿根廷世界杯之前，肯佩斯是阿根廷队中唯一的一位在国外效力的球员。那时候，肯佩斯在西班牙劲旅巴伦西亚队效力。而其他阿根廷队的球员都在阿根廷国内的俱乐部效力。1978年世界杯时，阿根廷主教练是这样描述肯佩斯：“他很强壮，技术很好，能为其他球员创造空间并且射术精湛。他是一位能够改变场上局面的球员，他可以胜任中前场的位置”。
这位瘦瘦的前锋连续两个赛季成为西甲联赛的最佳射手，他决心在自家门口表明他一样可以在世界杯这个足球界的最高舞台上进球。尽管肯佩斯有着强烈的进球欲望，但在1974年前西德举行的世界杯上，20岁的肯佩斯没有进球。而在1978年阿根廷世界杯的第一轮比赛中，肯佩斯也没能进球。肯佩斯没有灰心，在接下来的比赛中打进了6个球，帮助阿根廷队夺得了世界杯成为了1978年世界杯冠军。肯佩斯凭借这6个进球赢得了金靴奖及賽事最有價值球員的榮譽，然而，他在該屆賽事上也做了一件充滿爭議的事：他在八強小組賽2-0勝波蘭的比賽中，他除了獨進兩球之外，還在門前用手擋掉了一個對方必進的球
（然而德厄纳的十二碼隨後被撲掉），最讓人驚訝的是他居然連黃牌都沒拿到（烏拉圭球員蘇亞雷茲在2010年世界杯八強賽做了一樣的事，下場是直接被紅牌罰下），此時阿根廷僅以1-0領先，若接下來要10人應戰大有被逼和或者落敗的可能。做為地主隊球員，這件事至今仍讓很多人質疑該屆執法的公正性。1982年世界杯，他和新星馬拉度納的配合沒能發揮預期的效果，在12強複賽中進入死亡之組（由衛冕冠軍阿根廷和上屆分居第三、四名的巴西和義大利爭奪僅有的一個四強名額）的阿根廷兩戰全敗，小組墊底出局，肯佩斯在該屆賽事上也沒有任何進球。他共为阿根廷国家队出场了43次，打进20个进球，最後一次進球是1978世界杯決賽的延長賽。
肯佩斯被委内瑞拉的世界报评选为1978年南美足球先生。在2004年国际足联百年华诞之时，肯佩斯被贝利选为125名最优秀的仍然在世的足球运动员之一。

### 教练生涯
肯佩斯在阿尔巴尼亚第一次成为全职教练。他在KS Lushnja俱乐部的短暂时光具有一定的意义：他是阿尔巴尼亚足球史上第一个和外籍球员签约的外籍教练。他在阿尔巴尼亚短暂的教练生涯在1997年结束。作为教练，肯佩斯夺得的第一个冠军是他在1999年在执教The Strongest队取得的。第二年肯佩斯成为了Blooming俱乐部的教练。在这之前，他是乌拉圭教练Héctor Núñez在巴伦西亚的助理教练。在1996年他挂靴之前，他也曾在印度尼西亚同时作为球员和教练。

### 评论员生涯
肯佩斯现在是ESPN的一个足球评论员。他以及Fernando Palomo、Ciro Procuna在拉丁美洲版本的视频游戏FIFA 13，FIFA 14，FIFA 15，FIFA 16，FIFA 17和FIFA 18中提供了评论。

## 足球生涯数据
| 俱乐部         | 俱乐部           | 俱乐部             | 联赛     | 联赛   |
| -------------- | ---------------- | ------------------ | -------- | ------ |
| 年份           | 所在俱乐部       | 所在联赛           | 出场次数 | 进球数 |
| 阿根廷         | 阿根廷           | 阿根廷             | 联赛     | 联赛   |
| 1973           | 科尔多瓦体育学院 | 阿根廷足球甲级联赛 | 13       | 11     |
| 1974           | 罗萨里奥中央     | 阿根廷足球甲级联赛 | 36       | 29     |
| 1975           | 罗萨里奥中央     | 阿根廷足球甲级联赛 | 49       | 35     |
| 1976           | 罗萨里奥中央     | 阿根廷足球甲级联赛 | 22       | 21     |
| 西班牙         | 西班牙           | 西班牙             | 联赛     | 联赛   |
| 1976-77        | 巴伦西亚         | 西班牙足球甲级联赛 | 34       | 24     |
| 1977-78        | 巴伦西亚         | 西班牙足球甲级联赛 | 34       | 28     |
| 1978-79        | 巴伦西亚         | 西班牙足球甲级联赛 | 30       | 12     |
| 1979-80        | 巴伦西亚         | 西班牙足球甲级联赛 | 32       | 22     |
| 1980-81        | 巴伦西亚         | 西班牙足球甲级联赛 | 12       | 9      |
| 阿根廷         | 阿根廷           | 阿根廷             | 联赛     | 联赛   |
| 1981           | 河床             | 阿根廷足球甲级联赛 | 29       | 15     |
| 1982           | 河床             | 阿根廷足球甲级联赛 | 0        | 0      |
| 西班牙         | 西班牙           | 西班牙             | 联赛     | 联赛   |
| 1982-83        | 巴伦西亚         | 西班牙足球甲级联赛 | 27       | 13     |
| 1983-84        | 巴伦西亚         | 西班牙足球甲级联赛 | 15       | 8      |
| 1984-85        | 海格力斯         | 西班牙足球甲级联赛 | 17       | 1      |
| 1985-86        | 海格力斯         | 西班牙足球甲级联赛 | 21       | 9      |
| 奥地利         | 奥地利           | 奥地利             | 联赛     | 联赛   |
| 1986-87        | 维也纳第一       | 奥地利足球超级联赛 | 20       | 7      |
| 1987-88        | 聖珀爾滕         | 奥地利足球甲级联赛 | 32       | 10     |
| 1988-89        | 聖珀爾滕         | 奥地利足球超级联赛 | 29       | 9      |
| 1989-90        | 聖珀爾滕         | 奥地利足球超级联赛 | 35       | 15     |
| 1990-91        | 甘雷沙           | 奥地利足球超级联赛 | 21       | 5      |
| 1991-92        | 甘雷沙           | 奥地利足球超级联赛 | 18       | 2      |
| 智利           | 智利             | 智利               | 联赛     | 联赛   |
| 1995           | Fernández Vial   | 智利足球甲B級聯賽  | 11       | 5      |
| 印度尼西亚     | 印度尼西亚       | 印度尼西亚         | 联赛     | 联赛   |
| 1995-96        | Pelita Jaya      | -                  | 15       | 10     |
| 总计           | 阿根廷           | 阿根廷             | 149      | 111    |
| 总计           | 西班牙           | 西班牙             | 222      | 127    |
| 总计           | 奥地利           | 奥地利             | 123      | 38     |
| 总计           | 智利             | 智利               | 11       | 5      |
| 总计           | 印度尼西亚       | 印度尼西亚         | 15       | 10     |
| 俱乐部生涯总计 | 俱乐部生涯总计   | 俱乐部生涯总计     | 552      | 300    |

## 荣誉

### 俱乐部
- 巴伦西亚
- 西班牙国王杯：1979
- 欧洲优胜者杯：1980
- 欧洲超级杯：1980
- 西甲最佳球员：1977，1978
- 河床
- Nacional: 1981

### 国家队
- 世界杯冠軍：1978
- 世界杯金靴奖：1978
- 世界杯金球奖：1978

### 个人
- 阿根廷足球先生：1978
- 南美足球先生：1978
- Nacional最佳射手：1974
- Metropolitano最佳射手：1976
- 世界最佳足球运动员：1978
- 南美世纪最佳球员：第23位[2]